# Мелізматичний спів
Мелізматичний спів (дав.-гр. μέλισμα — пісня, наспів), також Мелізматичний розспів — спосіб розспівування тексту, при якому на один його склад припадає чотири і більше звуків мелодії.
Мелізматичний спів властивий для літургійної музики світових релігій. У католицьких піснеспівах мелізматично розспівуються Kyrie, алилуя, псалмові вірші градуалів, великих респонсоріїв. В православних піснеспівах широкий розспів характерний для 11 євангельських стихир. Зразком мелізматичного співу у візантійській музиці вважається кондак. Мелізматичний розспів культивувався в стилі, званому калофонія.
Мелізматичну вокальну музику світських жанрів бароко і класико-романтичного періоду включають у загальніше поняття колоратури.